# Breaking the Law
Breaking the Law är en sång av det engelska heavy metal-bandet Judas Priest. Låten släpptes på albumet British Steel år 1980 och som en singel senare samma år.